# Монтгомери, Люси Мод
Люси Мод Монтгомери (англ. Lucy Maud Montgomery; 30 ноября 1874 — 24 апреля 1942) — канадская писательница, известная благодаря серии своих книг о рыжеволосой девочке-сироте Энн Ширли. Монтгомери стала офицером ордена Британской империи и литературно-артистического института Франции, объявлена человеком национального исторического значения в Канаде.

## Биография

### Детство и юность

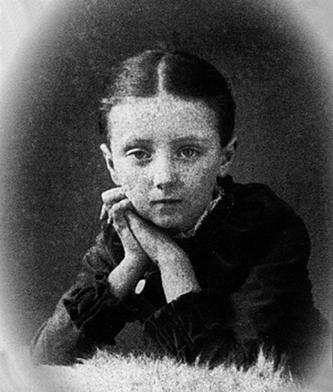
Люси Мод 10 лет, 1884 год

Люси Мод Монтгомери родилась в Клифтоне (совр. Нью-Лондон) на острове Принца Эдуарда 30 ноября 1874 года. Её мать Клара Вулнер Макнилл-Монтгомери (англ. Clara Woolner Macneill Montgomery) умерла от туберкулёза в 23 года спустя 21 месяц после рождения дочери. Убитый горем отец Хью Джон Монтгомери (англ. Hugh John Montgomery) передал опеку над девочкой родителям покойной супруги. Спустя 7 лет он переехал на северо-запад острова Принца Эдуарда. С тех пор Мод жила со своими родственниками по материнской линии — с дедушкой Александром Марквисом (англ. Alexander Marquis Macneill, 1841—1900) и бабушкой Люси Вулнер Макнилл (англ. Lucy Woolner Macneill), недалеко от Кавендиша.
Её назвали Люси в честь бабушки и Мод — в честь принцессы Алисы Мод Марии, дочери королевы Виктории. Девочка не любила своё первое имя Люси и предпочитала имя Мод.
Предки Монтгомери образованные, состоятельные шотландцы пристали к берегам острова Св. Джона (ныне — о. Принца Эдуарда) в 1770-х годах. Её прадедушки работали в местном законодательном органе.
Росшая в строгости, маленькая Мод ощущала себя очень одинокой, несмотря на живущих рядом родственников с детьми, выдумывала себе вымышленных друзей, сказочные миры, много читала и сочиняла рассказы. Трепетное отношение к природе острова Принца Эдуарда, называемое в дневнике «вспышка», отразилось позже в эмоциональном восприятии природы героиней Энн Ширли.
В 1890—1891 годах Мод жила со своим отцом и мачехой Мэри Энн МакРэй, отношения с которой не наладились, в Кавендише, где получила годичное образование. В 1901 году Мод записала в своём дневнике, как в 13 лет испытала «первые мечты о грядущей славе» и представила к публикации стихотворение, ощутив себя «местной знаменитостью». Несмотря на отказ от издательства, начинающая писательница верила, что однажды поднимется.
В ноябре 1890 году газета Шарлоттауна «The Daily Patriot» опубликовала стихотворение Л. М. Монтгомери «On Cape LeForce». Она подписывала свои ранние произведения псевдонимами Мод Кавендиш или Джойс Кавендиш, скрывая свои профессиональные амбиции, позже перейдя на Л. М. Монтгомери, скрывающий её пол.
В 1893 году после окончания школьного образования в Кавендише Монтгомери поступила в колледж Принца Уэльского в Шарлоттауне. Она закончила двухлетний курс за один год и получила аттестат учителя. В 1895 и 1896 годах она изучала литературу в университете Дальхузи в Галифаксе (Новая Шотландия), но по финансовым причинам не получила степень.
Вместе с автором Маргарет Сандерс основала отделение Канадского женского пресс-клуба в Новой Шотландии.

### Начало карьеры

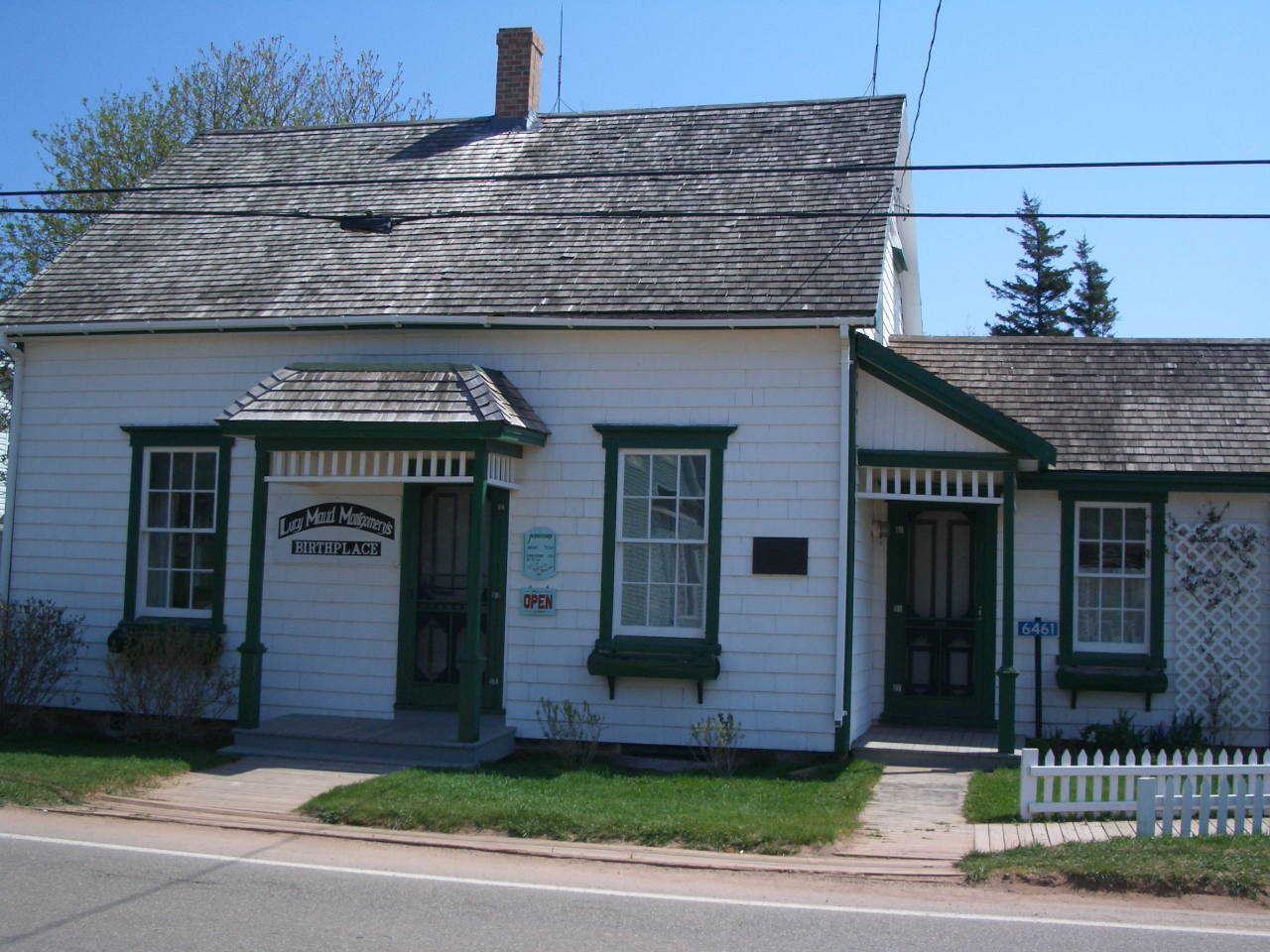
Дом, в котором родилась Люси Мод Монтгомери в Нью-Лондоне

В конце 1890-х Монтгомери работала учительницей в разных школах острова, продолжая активно публиковаться в журналах и газетах. С 1897 по 1907 годы она опубликовала более 100 рассказов.
Будучи стройной, привлекательной девушкой, Монтгомери пережила несколько любовных романов. Ещё в подростковом возрасте в Кавендише она отвергла ухаживания мальчика Нэйта Локхарта. В период второго обучения в 1890-х за Монтгомери пытался ухаживать её преподаватель Джон А. Мастед, но она отдала предпочтение Уиллу Причарду — брату её подруги Лауры Причард. Писательница отвергла брачные предложения обоих, но поддерживала дружескую переписку с Причардом до его смерти от гриппа в 1897 году.
В 1897 году Монтгомери приняла предложение Эдвина Симпсона, считая свои перспективы туманными. Вскоре она возненавидела своего эгоистичного жениха и воспылала любовью к Герману Лерду с «притягательными синими глазами». По настоянию своих родственников, считавших Лерда недостойной парой, Монтгомери разорвала их связь. Вскоре Лерд скончался от гриппа. Она больше никогда не испытывала романтичной любви.
В 1898 году Монтгомери вернулась обратно в Кавендиш, чтобы ухаживать за своей овдовевшей бабушкой, которая скончалась в 1911 году. В течение недолгого периода с 1901 по 1902 года она работала в Галифаксе в газетах «Morning Chronicle» и «The Daily Echo». Отчисления за её статьи и сочинения позволяли вести независимую жизнь. Вернувшись домой вновь она взялась за свою первую книгу, которая вышла в свет в июне 1908 года под названием «Энн из Зелёных крыш». Мгновенные успех и слава свалились на Монтгомери.

### Замужество

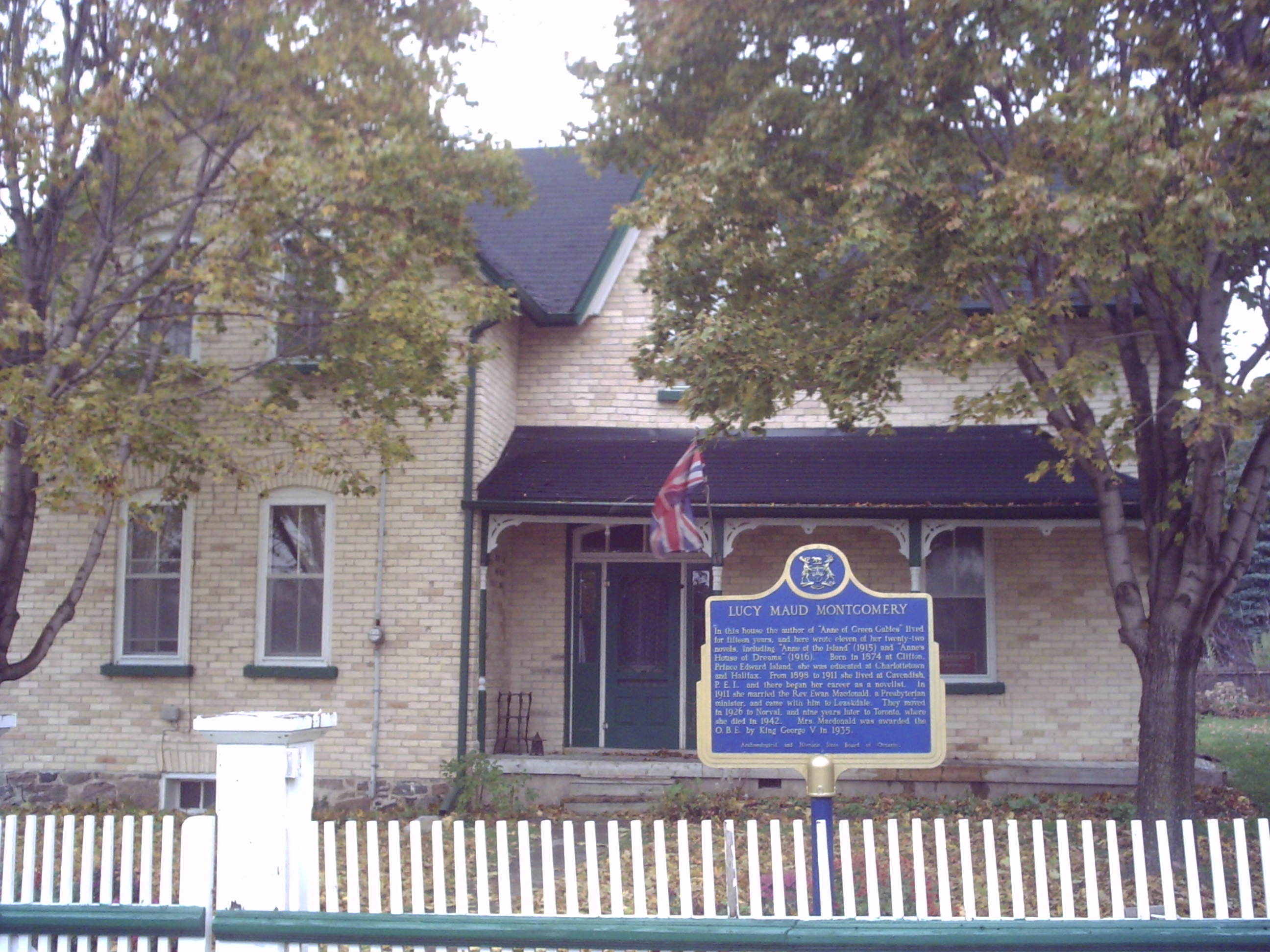
Дом Люси Мод Монтгомери в Аксбридже, где она жила в 1911—1926 годы и написала 11 из 22 своих произведений

Несмотря на свои доходы, Монтгомери понимала, как важен брак для женщины в Канаде. В 1911 году вскоре после смерти бабушки писательница вышла замуж за пресвитерианского священника Ивена (англ. Ewen; в письмах и заметках Монтгомери он значится под именем Ewan) Макдональда (1870—1943). Семейная пара переехала в Онтарио, где Ивен получил место священника в пресвитерианской церкви Святого Павла в Ликсдейле.
Медовый месяц Монтгомери провела в Англии и Шотландии, последняя из которых представлялась ей «Старой родиной» замков, холмов, сверкающих озёр и водопадов. Для супруга болезненным представлялось возвращение на родину предков — остров Скай, где когда-то члены клана МакДональдов правили, а потом были изгнаны. В Великобритании Монтгомери читала произведения шотландских писателей Роберта Бёрнса и Вальтера Скотта, охотно посещали места литературных достопримечательностей: Озёрный край Уильяма Вордсворта, Стратфорд-на-Эйвоне Уильяма Шекспира и Музей сестёр Бронте. Муж не разделял увлечений жены.
Основываясь на своём канадо-шотландском культурном наследии Монтгомери в 1911 году написала роман «Рассказчица» (англ. The Story Girl). Монтгомери написала свои следующие 11 книг в доме, который сегодня является музеем в её честь (англ. Lucy Maud Montgomery Leaskdale Manse Museum).
У Мод и Ивена родились три сына:
- Честер Кэмерон Макдональд (англ. Chester Cameron Macdonald) (7 июля 1912—1964);
- Хью Александр Макдональд (англ. Hugh Alexander Macdonald) — мальчик родился мёртвым 13 августа 1914 года (видимо, именно поэтому в книге «Анин Дом Мечты» описывается смерть первого ребёнка Энн Ширли — дочки Джой);
- Ивен Стюарт Макдональд (англ. Ewan Stuart Macdonald) (7 октября 1915—1982).

### Первая Мировая Война

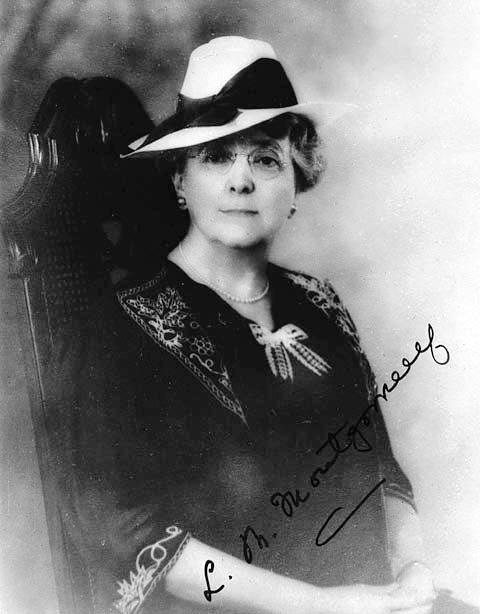
Люси Мод Монтгомери в 1920-е годы

Монтгомери тяжело переживала события в охваченной войной Европе после статьи «Изнасилование Бельгии» в 1914 году. Она регулярно писала статьи, взывающие к мужчинам отправляться добровольцами на фронт, а оставшихся канадцев покупать Облигации победы. Ей представлялась Канада несущейся к материализму, атеизму и моральному разложению, что война могла остановить, возродить христианские добродетели и патриотизм. Она праздновала дома каждую победу Антанты и тяжело переживала поражения. В честь взятия якобы несокрушимой турецкой крепости Трапезунд российскими войсками в апреле 1916 года у входа в дом Макдональдов был поднят российский флаг. Монтгомери преподавала в воскресной школе, и среди её учеников числилось немало убитых и раненых на войне.
Ивен Макдональд всерьёз воспринимал кальвинистское учение, где удачливые люди считались отмеченными божьей благодатью и как «избранные» попадут на небеса, а неудачливые назывались «проклятыми», кого ждали муки ада. Причисление себя к «проклятым» расстроило рассудок супруга Монтгомери. Он не принимал участия в воспитании детей и ведении хозяйства, подолгу сидел неподвижно с отсутствующим взглядом, пытался покончить с собой в автомобильной аварии и признавался жене, что сожалеет о рождении её и их детей, которые также «прокляты».
Сама писательница пережила несколько тяжёлых периодов депрессии и мигреней. Новая тревога охватила её с приходом новостей о смертельном испанском гриппе, убившем от 50 до 100 миллионов человек по всему миру, которым писательнице показалось она больна сама. Лучшая подруга Фредерика Кэмбелл МакФалэйн скончалась от этой болезни 20 января 1919 года. Равнодушие мужа к её болезни вызывало в Монтгомери желание скорейшего развода, который не просто было осуществить в то время в Канаде. Однако она приняла своё супружество с христианским смирением.

### Борьба с издателем. Экранизация
С окончанием войны Монтгомери охватило чувство вины. Подобно Гамельнскому крысолову, появившемуся в это время на страницах её дневника, она своими призывами отправляла на смерть солдат. Образ Гамельнского крысолова встречается на страницах «Аня и Долина радуг» и «Рилла из Инглсайда», когда на героях отражаются события Первой мировой войны. Важной опорой в жизни Монтгомери оставалась литературная деятельность. Монтгомери получала вместо 19 лишь 7 центов с каждого доллара от проданных книг про Энн Ширли. Осознав, что издатель Луи Кьюз Пейдж из L.C. Page & Company обкрадывает её, писательница в 1917 году решила сменить издателя. Пейдж потребовал от Монтгомери передать права на произведение «Анин Дом Мечты» и, когда она отказалась, перестал выплачивать полагающиеся роялти за прежде изданные книги. Также Пейдж продал права на книгу издательству Grosset & Dunlap, чтобы продолжить давление на писательницу. Монтгомери подала в суд. Пейдж рассчитывал, что писательница из-за финансовых издержек откажется от разбирательств и сдастся. К его удивлению Монтгомери наняла адвоката в Бостоне и подала на Пейджа в Массачусетский суд, обвиняя в удержании роялти и незаконную продажу прав на книгу.
В 1920 году Монтгомери возмутилась экранизацией своего произведения «Аня из Зелёных мезонинов» (1919), где главную героиню в исполнении Мэри Майлз Минтер превратили из канадки в американку:

Милая, хорошо отснятая постановочка, но, если бы я не знала, что она снята по моей книге, то никогда не поняла этого. Пейзажи и люди из «Новой Англии», а не с «Острова Принца Эдуарда»… Скунс и американский флаг, показанные в фильме, не встречаются на Острове. Я готова завопить от последнего. Столь грубый, вопиющий янкизм! Оригинальный текст (англ.)It was a pretty little play well photographed, but I think if I hadn't already known it was from my book, that I would never had recognized it. The landscape and folks were 'New England', never P.E Island... A skunk and an American flag were introduced – both equally unknown in PE Island. I could have shrieked with rage over the latter. Such crass, blatant Yankeeism!

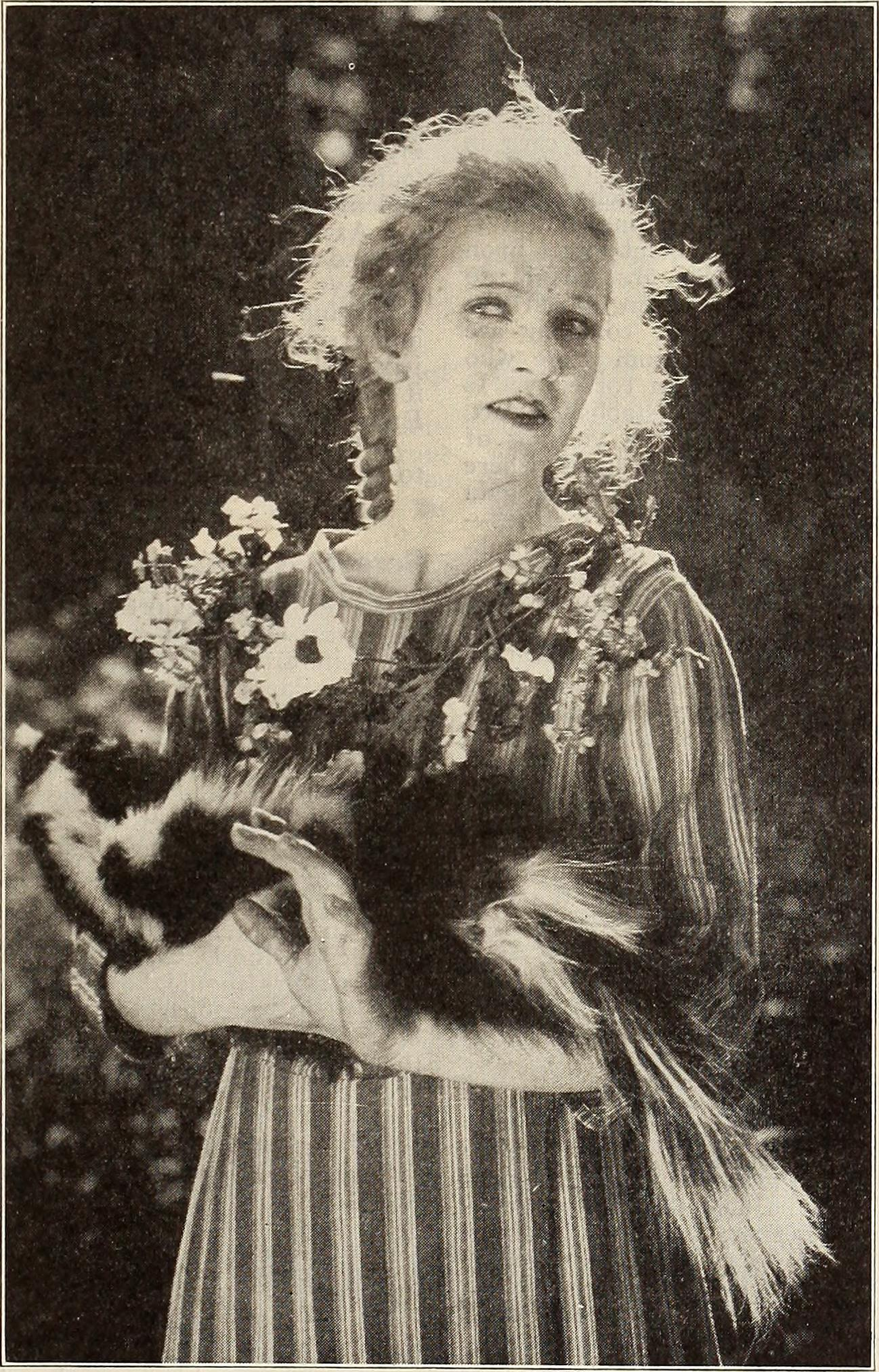
Мэри Майлз Минтер со скунсом в немом комедийном фильме «Аня из Зелёных мезонинов» (1919)

На премьере фильма в Лос-Анджелесе превозносили исполнительницу главной роли, как истинное воплощение литературное героини, а автора один журналист назвал «Мистером Монтгомери». Писательница посчитала игру актрисы «слащавой», а сцену, где киношная Энн угрожает людям дробовиком, невозможной для настоящей Энн. Писательница не высказывалась о фильмах 1919 и 1934 годов. Все выплаты за экранизации получил издатель Пейдж, продавший права в 1908 году.
Л. М. Монтгомери прекратила развивать историю Энн Ширли где-то в 1920 году, признавшись в дневнике, что устала от героини. К февралю 1921 года она подсчитала, что выручила порядка 100 тысяч долларов от продаж книг про Энн и записала в дневнике:

Жаль, что на них нельзя купить счастье.Оригинальный текст (англ.)It's a pity it doesn't buy happiness
Писательница предпочла дальше писать о других юных героинях, вроде Эмили или Пэт, но книги о них не получили того же признания, что книги про Энн. Также из под её пера вышли не менее популярные внесерийные романы.
В 1925 году Массачусетский суд вынес решение в пользу Монтгомери, доказав систематическое нарушение её прав издателем Пейджем с 1908 года. Пейдж всеми способами пытался увильнуть о выплат причитающихся издержек, а после смерти родного брата Джорджа от сердечного приступа в 1927 году, обвинил Монтгомери в причастности к этой смерти, так как она подала на их издательство в суд. В действительности, братья не были близки, и Джордж сам решил отойти от дел в издательстве, отстраниться от своего деспотичного брата перед тем, как скончался в возрасте 52 лет. Пейдж тиражировал в СМИ свои обвинения, чтобы оправдать неуплату, и слал гневные письма Монтгомери, обвиняя не только в гибели брата, но и в умопомешательстве собственной супруги. Поведение Пейджа подорвало его репутацию и доверие писателей. С 1920-х годов его издательство переиздавало старые, а не выпускало новые книги. 7 ноября 1928 года Л. М. Монтгомери получила чек на 15 тысяч долларов, которые задолжал ей Пейдж.
Произведения Л. М. Монтгомери критики расценивали как детскую или женскую литературу, несмотря на высокую популярность среди читателей. Тем не менее, имя Монтгомери вошло в список величайших канадцев и великих живущих канадок.

### Последующие годы
В 1926 году семейство Макдональдов переехало в Пресвитерианское объединение Норвала (современный Холтон Хиллз), Онтарио. Сегодня здесь разбит мемориальный парк Люси Мод Монтгомери на Highway 7. В 1934 году в глубочайшей депрессии Ивен Макдональд сам отправился в санаторий в Гвельфе. После выписки ему прописали «синюю таблетку» для лечения депрессии, которая оказалась по ошибке аптекаря с примесью инсектицида, что, в сущности, травило Ивена. Узнав об этом, он стал параноиком, обвинял жену в попытке убийства и в психических припадках избивал её.
В 1935 году, после ухода мужа на пенсию, Монтгомери переехала в пригород Торонто Суонси, Онтарио, где на восточном берегу реки Хамбер купила дом и назвала его Конец путешествия (англ. Journey's End). Здесь она продолжила писать и после почти 15-летнего перерыва вернулась с героине Энн Ширли. В 1936 году появилась книга «Аня из Шумящих тополей», в 1939 — «Аня из Инглсайда». «Джейн из Ясных холмов» написана в этот период, и была опубликована в 1937 году. Сочинительство поддерживало душевные силы Монтгомери, которая боролась с депрессией также медикаментозно, а на людях выглядела счастливой и радушно выступала на всевозможных встречах по всей Канаде. 10 ноября 1937 года она выступила в Торонто с призывом к местным писателям писать больше о Канаде.
Начало Второй мировой войны опечалило Монтгомери, назвавшей её в письме «ночным кошмаром…, через который придётся пройти вновь». Старший её сын отправился на войну. Согласно воинской повинности 1940 года, лишь добровольцев отправляли в Европу. 24 апреля 1942 года премьер-министр Канады Уильям Лайон Макензи Кинг учредил референдум, призывая граждан разрешить отправлять в зону боевых действий не только добровольцев. 23 марта 1942 года Монтгомери записала в дневнике:

С тех пор моя жизнь превратилась в ад, ад, ад. Разум умолк — всё в мире, ради чего я жила, исчезло — мир сошёл с ума. Я покончу с жизнью. Боже, прости меня. Никто не догадывается, насколько мне тяжело.Оригинальный текст (англ.)Since then my life has been hell, hell, hell. My mind is gone – everything in the world I lived for has gone – the world has gone mad. I shall be driven to end my life. Oh God, forgive me. Nobody dreams of what my awful position is.

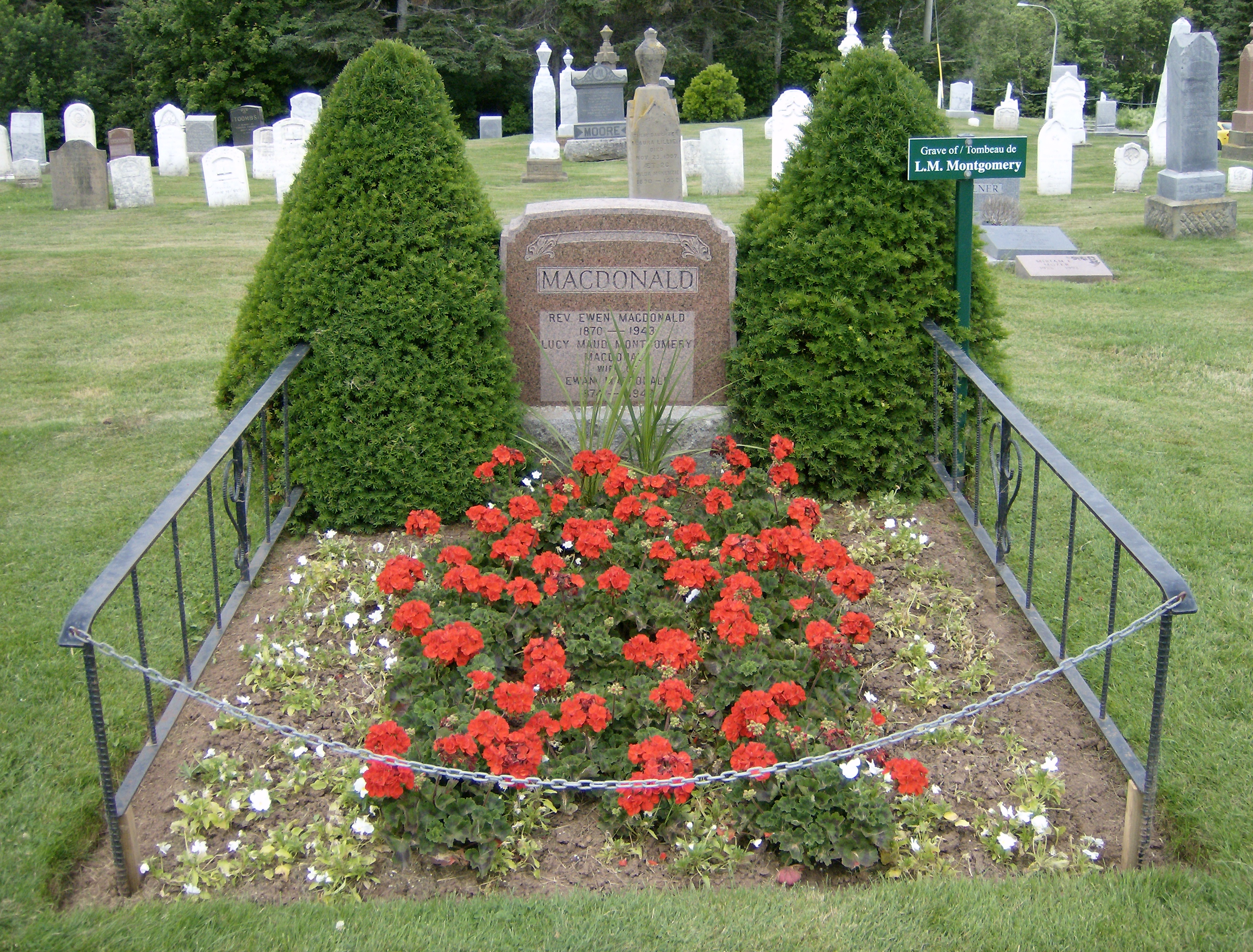
Могила Л. М. Монтгомери

В последний год своей жизни Монтгомери закончила очередную книгу про Энн Ширли «Цитируя Блайтов», включающую 15 рассказов (многие из прежде опубликованных), 41 стихотворение (большинство прежде публиковались), которые она посвятила Энн и её сыну Уолтеру, погибшему на войне, и зарисовки, включая Блайтов, обсуждающих стихотворения. Издатель получил книгу в день смерти писательницы, но, по неизвестной причине, отказался издавать её в то время. Исследователь творчества Монтгомери Бенджамин Лефебр полагает, что антивоенный, пессимистичный посыл книги не подходил ко времени середины войны.

### Смерть
24 апреля 1942 года Монтгомери обнаружили мёртвой в её комнате дома в Торонто. Официальное заключение о смерти назвало причину — тромбоз. Однако в сентябре 2008 года внучка писательницы Кейт МакДональд Батлер заявила, что её бабушка после многих лет ухаживания за психически-больным супругом сама повредилась в уме и отравилась от передозировки лекарств. В найденной записке на прикроватной тумбе кто-то усматривает предсмертную записку, а биограф писательницы Мэри Хэнли Рубио — фрагмент из утерянного дневника Л. М. Монтгомери.
Монтгомери похоронена на городском кладбище Кавендиша после поминок в Зелёных Крышах и отпевания в пресвитерианской церкви.

## Произведения
| - Энн Ширли - Аня из Зелёных Мезонинов (Anne of Green Gables), 1908. - Аня из Авонлеи (Anne of Avonlea), 1909. - Аня с острова Принца Эдуарда (Anne of the Island), 1915. - Аня из Шумящих Тополей (Anne of Windy Poplars), 1936. - Анин Дом Мечты (Anne’s House of Dreams), 1917. - Аня из Инглсайда (Anne of Ingleside), 1939. - Аня и Долина Радуг (Rainbow Valley), 1919. - Рилла из Инглсайда (Rilla of Ingleside), 1921. - Эмили - Эмили из Молодого Месяца (Emily of New Moon), 1923. - Эмили из Молодого Месяца. Восхождение (Emily Climbs), 1925. - Эмили из Молодого Месяца. Искания (Emily’s Quest), 1927. - Пэт - Пэт из Серебряной Рощи. М.: ЭНАС-КНИГА, 2021 (Pat of Silver Bush), 1933. - Госпожа Пэт (Mistress Pat), 1935. - Рассказчица - Рассказчица (The Story Girl), 1911. - Золотая дорога (The Golden Road), 1913. - Все серии - Девушка из цветущего сада. М.: ЭНАС-КНИГА, 2025 (Kilmeny of the Orchard), 1910. - Лазоревый замок (The Blue Castle), 1926. - Волшебство для Мэриголд. М.: ЭНАС-КНИГА, 2019 (Magic for Marigold), 1929. - В паутине (A Tangled Web), 1931. - Джейн из Ясных Холмов. М.: ЭНАС-КНИГА, 2018 (Jane of Lantern Hill), 1937. | - Авонлейские хроники (Chronicles of Avonlea), 1912. - Хроники Авонлеи (Further Chronicles of Avonlea),1920. - The Road to Yesterday, 1974. - Возлюбленная доктора и другие рассказы (The Doctor’s Sweetheart and Other Stories), составитель: Catherine McLay, 1979. - Сиротские сказки (Akin to Anne: Tales of Other Orphans), редактор: Rea Wilmshurst, 1988. - На побережье: сказки моря (Along the Shore: Tales by the Sea), редактор: Rea Wilmshurst, 1989. - В темноте: мрачные сказки (Among the Shadows: Tales from the Darker Side), редактор: Rea Wilmshurst, 1990. - Истории былых времён (After Many Days: Tales of Time Passed), редактор: Rea Wilmshurst, 1991. - Рассказы вопреки всему (Against the Odds: Tales of Achievement), редактор: Rea Wilmshurst, 1993. - У алтаря: свадебные истории (At the Altar: Matrimonial Tales), редактор: Rea Wilmshurst, 1994. - Путевые истории (Across the Miles: Tales of Correspondence), редактор: Rea Wilmshurst, 1995. - Рождество с Энн и другие праздничные истории (Christmas with Anne and Other Holiday Stories), редактор: Rea Wilmshurst, 1995. - Цитируя Блайтов (The Blythes Are Quoted), редактор: Benjamin Lefebvre, 2009 (дополнение к книге Рилла из Инглсайда) |

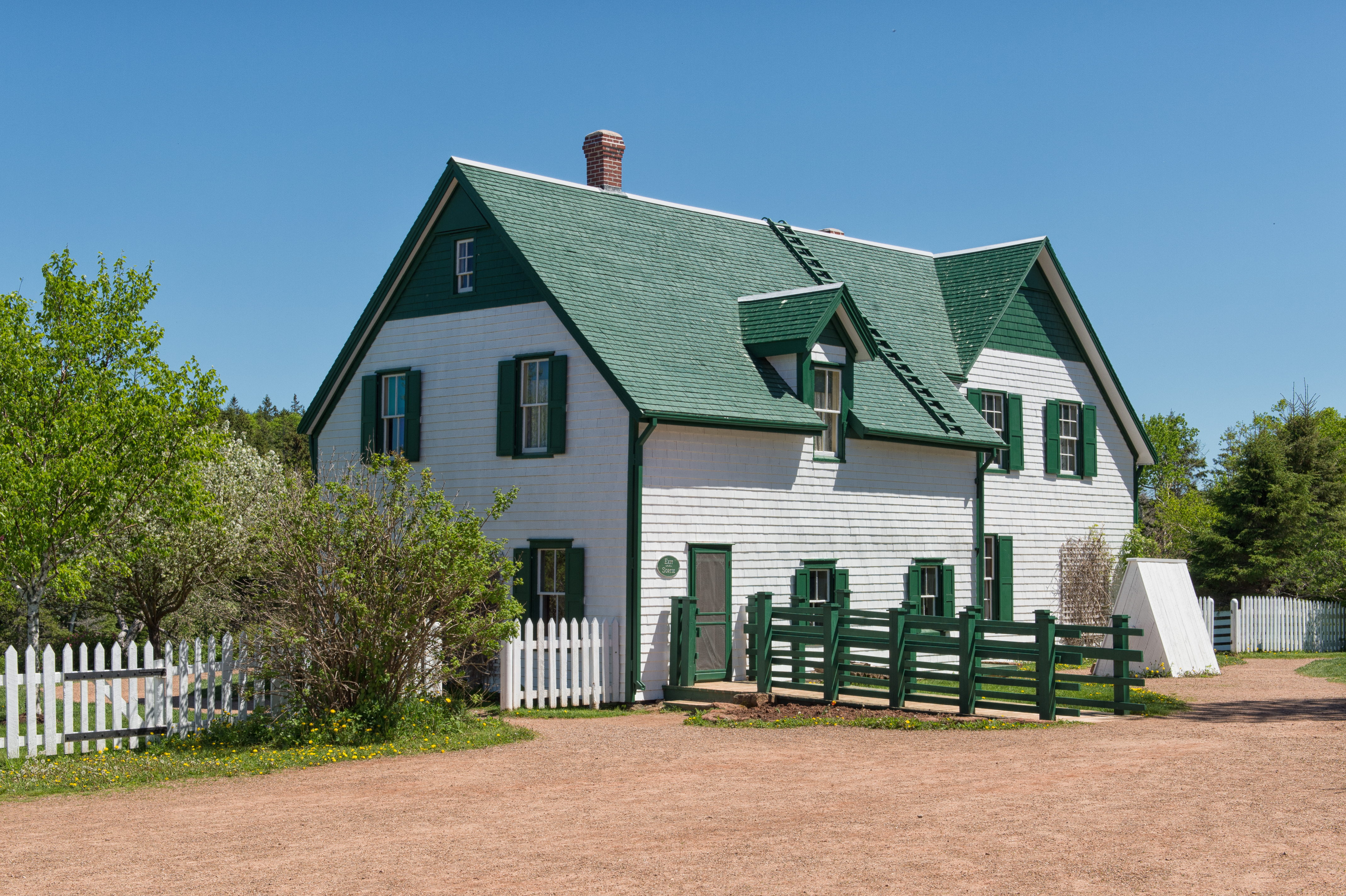
Дом «Зелёные Крыши» в Кавендише

Среди произведений Л. М. Монтгомери множество коротких рассказов, два сборника поэзии, эссе, письма, дневниковые заметки. С 1920-х годов Монтгомери лично подчищала и публиковала свои дневники, представляя свою жизнь такой, какой ей хотелось, чтобы видели другие.

## Экранизации
| Год       | Название на рус.                        | Оригинальное название                              | Описание                                                                               |
| --------- | --------------------------------------- | -------------------------------------------------- | -------------------------------------------------------------------------------------- |
| 1919      | Энн из Зелёных мезонинов                | Anne of Green Gables                               | Фильм с Мэри Майлз Минтер в главной роли утерян.                                       |
| 1934      | Энн из Зелёных Мезонинов                | Anne of Green Gables                               | Актриса, исполнившая главную роль, взяла псевдоним по имени своей героини — Энн Ширли. |
| 1956      | Энн из Зелёных Мезонинов                | Anne of Green Gables                               | Режиссёр: Дон Хэррон                                                                   |
| 1972      | Энн из Зелёных крыш                     | Anne of Green Gables                               | Мини-сериал режиссёра Джоан Крафта. В главной роли Ким Брэден. Утерян.                 |
| 1975      | Энн из Эйвонли                          | Anne of Avonlea                                    | в главной роли Ким Брэден.                                                             |
| 1979      | Рыжая Аня                               | Akage no Anne                                      | аниме                                                                                  |
| 1985      | Энн из Зелёных крыш                     | англ. Anne of Green Gables                         | Режиссёр: Кевин Салливан, в главной роли Миган Фоллоуз.                                |
| 1987      | Энн из Зелёных крыш: Продолжение        | англ. Anne of Green Gables: The Sequel             | Режиссёр: Кевин Салливан, в главной роли Миган Фоллоуз.                                |
| 2000-2001 | Энн из Зелёных крыш Продолжение истории | англ. Anne of Green Gables: The Continuing Story   | Режиссёр: Кевин Салливан, в главной роли Миган Фоллоуз.                                |
| 1989—1996 | Дорога в Эйвонли                        | англ. Road to Avonlea                              | канадский телесериал                                                                   |
| 1990      | Ясные Холмы                             | Lantern Hill                                       | Режиссёр: Кевин Салливан. По книге «Джейн из Ясных Холмов» (1937)                      |
| 1998      | Эмили из Молодого месяца                | англ. Emily of New Moon                            | канадский телесериал                                                                   |
| 2005      | Путешествие в Зелёные мезонины          | Anne, Journey to Green Gables                      | мультфильм                                                                             |
| 2007      | История о девочке Эмили                 | англ. Kaze no Shoujo Emily                         |                                                                                        |
| 2008      | Энн из Зелёных крыш: Новое начало       | Anne of Green Gables: A New Beginning              | Режиссёр: Кевин Салливан, в главной роли Барбара Херши и Ханна Эндикот-Дуглас          |
| 2009      | Здравствуй Энн: перед Зелёными крышами  | англ. Konnichiwa Anne: Before Green Gables         | Режиссёр: Кацуёси Ятабэ. По книге-приквелу канадской писательницы Бадж Уилсон          |
| 2016      | Аня из Зелёных Мезонинов                | L.M. Montgomery’s Anne of Green Gables             | Режиссёр: Джон Кент Харрисон, в главной роли Элла Балентайн                            |
| 2017      | Энн из Зелёных Крыш: Хорошие звёзды     | Anne of Green Gables: The Good Stars               | в главной роли Элла Балентайн                                                          |
| 2017      | Энн из Зелёных Крыш: огонь и роса       | L.M. Montgomery’s Anne of Green Gables: Fire & Dew | в главной роли Элла Балентайн                                                          |
| 2017      | Энн                                     | Anne with an E                                     | в главной роли Эмибет Макналти                                                         |

### Мюзиклы
Ежегодно с 1965 года в Шарлоттауне ставится мюзикл «Энн из Зелёных крыш», который считается самым долгоиграющим мюзиклом в истории Канады.